# Nørupdal
Nørupdal er en lille dal beliggende godt og vel en kilometer VNV for Nørup by. Her krydses Hærvejen af Kobberbølvej.
Postnummer 7182 Bredsten.
Koordinater til krydset Hærvejen/Kobberbølvej: N55.72519 E9.28804 (WGS84).
|  | Denne artikel om lokaliteten Nørupdal kan blive bedre, hvis der indsættes et (bedre) billede. Du kan hjælpe ved at afsøge Wikimedia Commons for et passende billede eller lægge et op på Wikimedia Commons med en af de tilladte licenser og indsætte det i artiklen. |

55°43′22″N 9°17′20″Ø / 55.72278°N 9.28889°Ø